# Département d'éducation physique
Le bâtiment L ou bâtiment du département d'éducation physique (finnois : Liikuntatieteen laitosrakennus) de l'université de Jyväskylä est construit sur Seminaarinmäki à Jyväskylä en Finlande.